# 多纳泰拉·范思哲
唐娜泰拉·法蘭西絲卡·凡賽斯（義大利語：Donatella Francesca Versace，1955年5月2日—），是義大利時裝設計師，著名時裝品牌凡賽斯（Versace）的創意總監及其母公司的副總裁。
她的哥哥吉安尼·凡賽斯（Gianni Versace）在1978年創立了凡賽斯。1997年，唐娜在吉安尼被謀殺後和另一位兄長Santo Versace接手了凡賽斯公司。她的女兒Allegra是公司的继承人。

## 外部連結
- Versace 官方网站 （页面存档备份，存于）